# ریسپکت
کایی ژوآندو سدانی کامپکت است که توسط شرکت چینی کایی آتو از سال ۲۰۲۱ تولید می‌شود. در ایران، این خودرو از سال ۱۴۰۱ توسط گروه بهمن و با نام ریسپکت مونتاژ می‌شود.

## بررسی

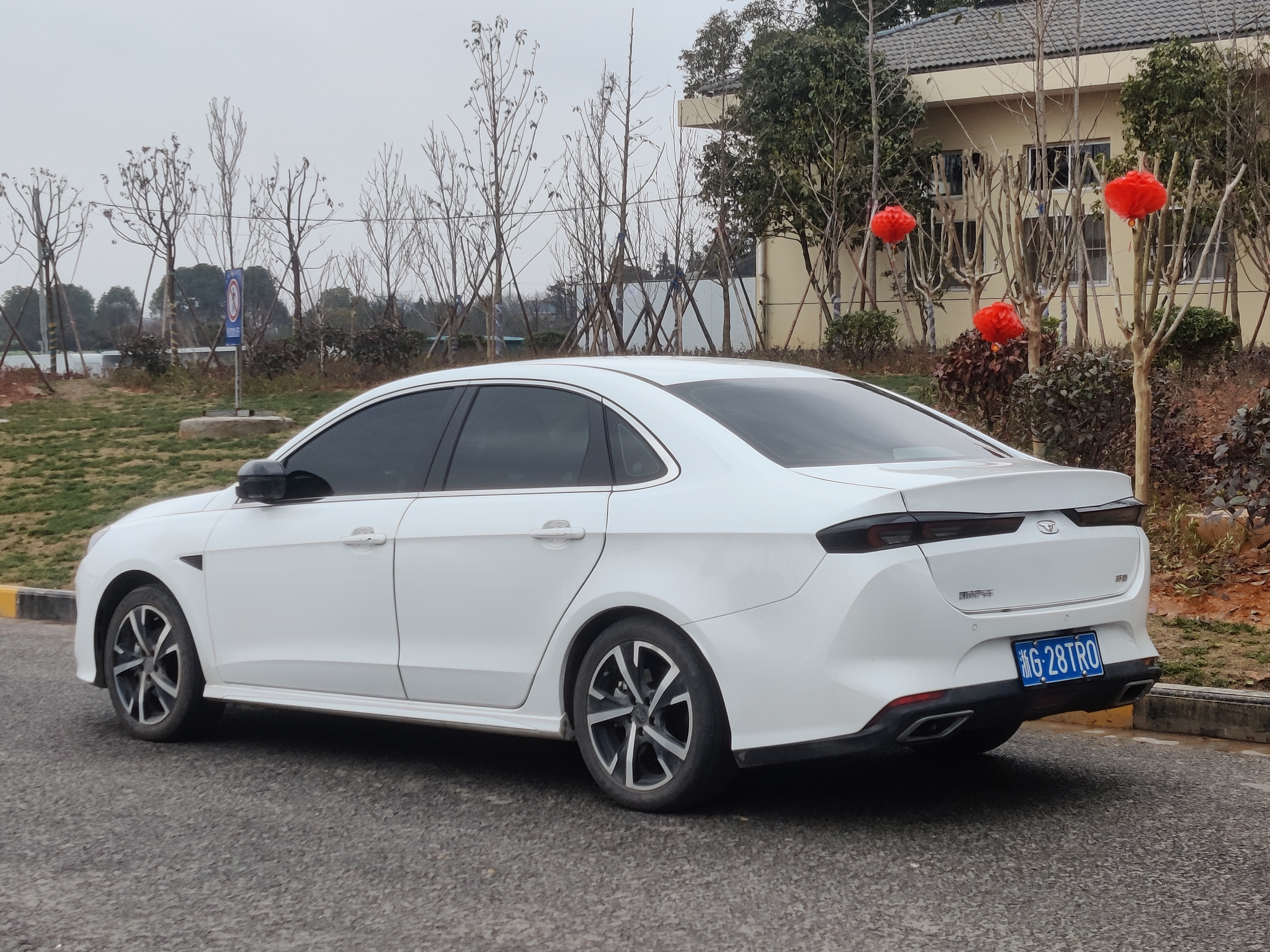
نمای عقب

در پایان ژوئیه ۲۰۲۱، خط تولید کایی با یک سدان جمع و جور بزرگ به نام ژوآندو گسترش یافت که برای توسعه آن، از پلتفرم خودروی آریزو ۶ استفاده شده که از سال ۲۰۱۳ تا ۲۰۱۸ توسط چری اتومبیل، مالک برند کایی تولید می‌شد. با این حال، این خودرو از نظر بصری به نسبت آریزو ۶ تغییرات زیادی داشه‌است.
در نمای جلو، ژوآندو دارای چراغ‌های جلوی LED نازک است و همچنین یک ورودی هوای باریک بین آن‌ها قرار دارد. قسمت عقب بدنه آن نیز با دو چراغ بلند که تا وسط صندوق امتداد یافته و در نقطه‌ی مرکزی با قرار گرفتن آرم سازنده از هم جدا شده‌اند تزئین شده‌است. در نمای داخلی، این خودرو دارای طراحی جدید داشبورد با کنسول مرکزی رو به راننده و صفحه‌نمایش لمسی سیستم چندرسانه‌ای است.
مانند دیگر مدل‌های ارزان‌قیمت برند کایی، این خودرو برای بازار اصلی چین توسعه داده شد تا بتواند با سایر خودروهای کامپکت رقابت کند. فروش این خودرو در سه‌ماهه سوم سال ۲۰۲۱ آغاز شد.

### ریسپکت در ایران
خودروی کایی ژوآندو که در بازار چین به‌عنوان یک سدان خانوادگی مدرن از زیرمجموعه چری شناخته می‌شود، در ایران تحت نام ریسپکت توسط شرکت بهمن موتور عرضه شده است. این خودرو از سال ۱۴۰۱ وارد بازار ایران شد و به‌عنوان یک سدان جمع‌وجور مجهز و اقتصادی، توجه بسیاری از مشتریان را جلب کرده است. ریسپکت بر پایه پلتفرم چری آریزو ۷ توسعه یافته و از پیشرانه ۱.۵ لیتری توربوشارژ با قدرت ۱۵۴ اسب بخار و گیربکس اتوماتیک CVT بهره می‌برد.

### مشخصات فنی ریسپکت
ریسپکت پرایم به یک پیشرانه ۴ سیلندر ۱۶ سوپاپ ۱.۵ لیتری توربوشارژ مجهز است که توان تولید ۱۵۶ اسب بخار قدرت و ۲۱۰ نیوتن‌متر گشتاور را دارد. نیروی تولیدی این موتور از طریق یک گیربکس ۹ سرعته CVT به چرخ‌های جلو منتقل می‌شود. این خودرو شتاب صفر تا صد قابل‌قبولی دارد و مصرف سوخت ترکیبی آن ۷.۵ لیتر در هر ۱۰۰ کیلومتر است، که نشان‌دهنده عملکرد اقتصادی و مناسب برای استفاده شهری و بین‌شهری است.

### امکانات رفاهی
صفحه نمایشگر لمسی 10.25 اینچی به همراه Bluetooth - قابلیت انتقال تصویر تلفن همراه به سیستم مولتی مدیا (Mirror link) - 8 عدد بلندگو - خروجی USB - شارژ وایرلس تلفن همراه - سیستم فرمان برقی (EPS) - سیستم هشدار دهنده انحراف از خطوط (LDW) - سیستم تشخیص نقاط کور (BSD) - سیستم نمایش لحظه ای فشار باد تایرها (TPMS) - صندلی راننده و سرنشین برقی به همراه گرم کن - پوشش صندلی ها چرمی – 7 نفره - برف پاک کن با سنسور باران (Rain Sensor) – فرمان چرمی و مجهز به کلیدهای دسترسی به سیستم مولتی مدیا - سیستم هوشمند ورود بدون کلید (Keyless) - استارت دکمه ای - جلوآمپر 12.3 اینچی دیجیتال (TFT) - تثبیت کننده سرعت خودرو (کروز کنترل) - دوربین 360 درجه برای سهولت در پارک و دوربین دنده عقب - روشنایی خودکار چراغ های جلو (Auto Light) - سان روف پانوراما - سیستم تشخیص مانع (سنسور پارک عقب و جلو) - سیستم روشنایی مشایعت تا درب منزل Follow-me-home - درب صندوق عقب با قابلیت تشخیص مانع

### امکانات ایمنی
کیسه هوا برای راننده و سرنشین کناری بهمراه ایربگ‎‌های جانبی و پرده‌ای (جمعاً 6 عدد)- ترمزهای چهارچرخ دیسکی مجهز به انواع و اقسام سیستم‌های کمکی شامل ABS, EBD, BA, ESP, EBA, TC, HA، ترمز پارک برقی بهمراه اتوهلد، کنترل حرکت در سربالایی HAC